# XII Congresso Olimpico
Il XII Congresso Olimpico venne organizzato dal Comitato Olimpico Internazionale dal 29 agosto al 3 settembre 1994 a Parigi, in Francia.

## Sviluppo
Il CIO abolì la regola per cui si doveva tenere ogni otto anni un Congresso Olimpico quando venne annullato quello di Tokyo del 1990; si decise quindi di organizzarne uno per il 1994, anno del centenario del Comitato Olimpico Internazionale e della rinascita dei Giochi olimpici moderni. Il "Congresso dell'Unità" si svolse a Parigi, città natale del movimento olimpico, e fu accompagnato da numerosi festeggiamenti; oltre a diversi eventi sportivi e varie mostre, una fiamma olimpica di Olimpia fu condotta da una staffetta di illustri atleti dalla Torre Eiffel al Palazzo dello Sport di Parigi-Bercy, sede del convegno, passando per la Sorbona, mentre uno scalatore scese dalla Torre Eiffel con una bandiera olimpica.
Il discorso di apertura dell'assemblea, che fu presieduta dall'allora Presidente del CIO Juan Antonio Samaranch, venne pronunciato dall'allora sindaco di Parigi, Jacques Chirac nell'Anfiteatro Richelieu della Sorbona. I partecipanti ufficiali al Congresso furono 1687, divisi tra membri del CIO, dei comitati olimpici nazionali e delle federazioni sportive internazionali, rappresentanti di atleti, funzionari, allenatori e media, oltre ad un vasto gruppo di "esperti" tra cui Jacques Cousteau. I temi principali del Congresso, riuniti sotto il motto "Congresso Olimpico del Centenario, Congresso dell'unità", furono "il contributo del movimento olimpico alla società moderna", "l'atleta contemporaneo", "lo sport nel suo contesto sociale" e "sport e mass media", quest'ultimo caratterizzato da una conferenza tenuta esclusivamente da rappresentanti di radio, televisione e stampa.
Tra i molti argomenti trattati, uno si distinse in particolare, il rapporto tra lo sport e la natura. Dopo alcune proteste relative all'organizzazione dei XVI Giochi olimpici invernali di Albertville del 1992, divenne chiaro che la tutela dell'ambiente non possa essere esclusa dal dibattito olimpico, per cui lo sport deve agire attivamente a difesa della natura; la difesa dell'ambiente venne dunque dichiarata obiettivo fondamentale del movimento olimpico e fu inclusa nella Carta Olimpica. Fu anche creata una commissione ambientale poco dopo la fine del Congresso.
L'assemblea poi sostenne nuovamente la lotta con tutte le discriminazioni nello sport, riaffermando anche l'impegno del movimento olimpico per la comprensione e la pace internazionale e sottolineando come gli sportivi debbano fare ogni sforzo possibile per dare il buon esempio ai più giovani; venne posta anche particolare attenzione alle pari opportunità degli atleti disabili. Per quanto riguarda il programma olimpico, si stabilì che i criteri per cui uno sport possa far parte delle Olimpiadi siano la sua universalità e la sua popolarità, rispettando tuttavia alcune tradizioni, mentre vennero effettuate nuove proposte inerenti alla lotta al doping. Fu poi ricordato che le istituzioni sono dovute a rispettare l'universalità e l'autonomia del movimento olimpico, evitando di usare gli atleti e lo sport per scopi politici.